# Cratere Focas (Luna)
Focas è un cratere lunare di 22,04 km situato nella parte sud-orientale della faccia nascosta della Luna, poco oltre il terminatore sudoccidentale. In questa posizione il cratere può essere visto a volte anche dalla Terra, a causa del fenomeno delle librazioni, tuttavia non si possono distinguere dettagli precisi.
Il cratere è situato nell'ampia valle compresa fra il Montes Rook a nord e il Montes Cordillera a sud. Queste formazioni danno origine da una struttura attorno al cosiddetto Mare Orientale. Il cratere è situato nel verso l'estremità meridionale di questa struttura, poco a nord del Montes Cordillera. Focas è relativamente isolato; i crateri degni di nota più vicini sono Wright e Shaler, posti a qualche distanza in direzione est, lungo il bordo interno del Montes Cordillera.
Ha una forma circolare, con un fondo interno che occupa circa la metà del diametro. Ha forma simmetrica, con soltanto qualche piccola irregolarità sul bordo. Sul fondo non sono visibili formazioni notevoli.
Il cratere è dedicato all'astronomo greco Ioannis Focas.

## Crateri correlati
Alcuni crateri minori situati in prossimità di Focas sono convenzionalmente identificati, sulle mappe lunari, attraverso una lettera associata al nome.
| Focas | Coordinate            | Diametro (in km) |
| ----- | --------------------- | ---------------- |
| U     | 32°40′12″S 98°34′48″W | 9,47             |